# Rachel Tucker
Rachel Tucker (Belfast, 29 maggio 1981) è una cantante e attrice britannica, nota soprattutto come interprete di musical a Londra e Broadway.

## Biografia
Dopo gli studi musicali al Belfast Metropolitan College e alla Royal Academy of Music prende parte a numerosi episodi di The Friday Show.
Nel 2009 prende parte alla produzione londinese del musical We Will Rock You.
Il 29 marzo 2010 entra a far parte della produzione londinese del musical Wicked, nel ruolo di Elphaba, la protagonista. Per la sua interpretazione nella parte di Elphaba, la Tucker ha vinto un WhatsOnStage.com Award per la miglior attrice in un musical. Lascia la produzione il 27 ottobre 2012 e viene sostituita da Louise Dearman. Nel 2016 ha nuovamente interpretato Elphaba a Broadway e poi a Londra in occasione del decimo anniversario del musical, accanto alla Glinda di Suzie Mathers. 
Nel 2018 torna nel West End nel musical Come From Away e per la sua performance in molteplici ruoli viene candidata al Laurence Olivier Award alla migliore attrice non protagonista in un musical. Nel 2020 torna a Broadway con Come From Away. Nel 2023 si alterna a Nicole Scherzinger nel ruolo di Norma Desmond nel musical Sunset Boulevard al Savoy Theatre.

### Vita privata
Tucker è sposata dal 2008 con il regista teatrale inglese Guy Retallack, più maturo di lei di 17 anni, e la coppia ha avuto un figlio nel 2013.